# De Aanslag
De Aanslag (Brasil: O Ataque ) é um filme holandês de 1986 realizado por Fons Rademakers.
O roteiro é uma adaptação do romance homónimo do escritor holandês Harry Mulisch, publicado em 1982.

## Sinopse
O filme narra como um homem, obcecado pelo massacre de um irmão e outros membros da sua família pelos nazis, durante a segunda guerra mundial, procura reconstituir os acontecimentos que culminaram no incêndio da sua casa, pouco tempo depois de um colaboracionista ter sido assassinado em frente da porta.

## Elenco
- Derek de Lint .... Anton Steenwijk
- Marc van Uchelen .... Anton Steenwijk jovem
- Monique van de Ven .... Saskia de Graaff / Truus Coster
- John Kraaykamp .... Cor Takes
- Huub van der Lubbe .... Fake Ploeg
- Elly Weller .... sra. Beumer
- Ina van der Molen .... Karin Korteweg
- Frans Vorstman .... pai Steenwijk
- Edda Barends .... mãe Steenwijk
- Casper de Boer .... Peter Steenwijk

## Prêmios
O filme ganhou o Oscar de Melhor Filme Internacional de 1986, o Globo de Ouro de Melhor Filme em Língua Estrangeira e o Golden Space Needle do Festival Internacional de Cinema de Seattle.